# Trox tibialis
Trox tibialis är en skalbaggsart som beskrevs av Masumoto, Ochi och Li 2005. Trox tibialis ingår i släktet Trox och familjen knotbaggar. Inga underarter finns listade i Catalogue of Life.